# Alienoid 2: Đa chiều hỗn chiến
Alienoid 2: Đa chiều hỗn chiến (tiếng Hàn: 외계+인 2부) là một bộ phim hành động khoa học kỳ ảo của Hàn Quốc năm 2024 do Choi Dong-hoon đạo diễn với sự tham gia của Ryu Jun-yeol, Kim Tae-ri và Kim Woo-bin. Đây là phần thứ hai của bộ phim Alienoid năm 2022, kể câu chuyện các nhân vật cố gắng cứu mọi người bằng cách trở về hiện tại cùng những bí mật ẩn giấu được tiết lộ trong cuộc chiến khốc liệt giành thanh Gươm Thần. Phim được phát hành vào ngày 10 tháng 1 năm 2024 tại Hàn Quốc ở định dạng IMAX, 4DX và ScreenX, và tại Việt Nam vào ngày 12 tháng 1 cùng năm.